# Fritzie Zivic
Fritzie Zivic (* 8. Mai 1913 in Pittsburgh als Ferdinand Henry John Zivcich (Živčić); † 16. Mai 1984) war ein US-amerikanischer Boxer.
Er hatte einen kroatischen Vater, eine slowenische Mutter und vier ältere Brüder, die alle boxten und als „Fighting Zivics“ bekannt waren. Er wurde 1931 Profi, war aber zu Beginn seiner Karriere mit seinem „Wühlstil“ nur mäßig erfolgreich. So verlor er von 1935 bis 1936 acht Mal in Folge, fast immer aber nur nach Punkten. Gegen Ende des Jahres boxte er erstmals einen bekannten Mann, er verlor knapp nach Punkten gegen Billy Conn, der ebenfalls aus Pittsburgh stammte.
1938 schlug er den sehr angesehenen Charley Burley, wiederum ein Lokalrivale, verlor aber den Rückkampf genau wie das Entscheidungsduell 1939.
Durch Siege über Kid Azteca und den Leichtgewichtler Sammy Angott rückte er aber in die Weltklasse auf. 1940 gewann er den Weltergewichts-WM-Titel gegen den legendären Henry Armstrong, der bis dahin eine spektakuläre Siegesserie hingelegt hatte.
Dennoch wurde er nur zu einem kleinen Teil durch seine Erfolge bekannt, berüchtigt war er vor allem aber durch seine unfaire Kampfesweise. Praktisch jeder Kampf war voller Kopfstöße, Tiefschläge, Ellenbogenschläge und ins Auge des Gegners gedrückter Daumen. Auch schlug er seinen Gegnern mit Absicht auf die Augen, was zwar nicht den Regeln widerspricht, aber unüblich ist. Er wird regelmäßig zum schmutzigsten Boxer der Boxgeschichte gewählt, noch vor Eusebio Pedroza und Harry Greb.
Ironischerweise wurde im ersten Gefecht nach seinem Titelgewinn gegen Al Davis dieser disqualifiziert, als er nach einem Foul von Zivic vollkommen die Fassung verlor und mit einer Serie von eigenen Fouls antwortete. Gegen Lew Jenkins boxte Zivic unentschieden, in einem Rückkampf gewann er durch K. o. Im Rückkampf gegen Armstrong im Januar 1941 gelang ihm sogar ein Technischer K. o. Auch im zweiten Duell mit Davis gelang ihm ein vorzeitiger Erfolg.
Noch 1941 verlor er aber seinen Titel gegen Freddie Cochrane und konnte ihn nie mehr zurückgewinnen. Das lag auch daran, dass ein anderer Superstar mit Sugar Ray Robinson, der im Weltergewicht nie verlor, damals im Aufbau war und ihn zweimal schlug, einmal durch K. o.
Auch Armstrong konnte ihn 1942 in einer dritten Begegnung schlagen, genau wie der Leichtgewichtler Beau Jack. Gegen den Mittelgewichtler Jake LaMotta gewann er einmal und verlor dreimal, dem Leichtgewichtler Bob Montgomery unterlag er ebenso wie dem Welter Tommy Bell.
1949 beendete Zivic seine Karriere. Er starb 1984 an der Alzheimer-Krankheit.
1993 fand Zivic Aufnahme in die International Boxing Hall of Fame.